# Narycia
Narycia é um gênero de mariposa pertencente à família Acrolophidae.